# Antonio Molero Sánchez
Antonio Molero Sánchez (Ajofrín, província de Toledo, 17 de gener de 1968) és un actor, director i guionista espanyol conegut per interpretar a Hipólito Poli Moyano a Médico de familia i a Fructuoso Fiti Martínez a Los Serrano.

## Cinema

### Actor
- Eso (Fernando Colomo, 1997).
- ¿Las cosas son como son o como deberían ser? (José Antonio Pastor, 1997).
- El conductor (Jorge Carrascal, 1998).
- Se buscan fulmontis (Álex Calvo-Sotelo, 1999).
- Los increíbles (voz) (Brad Bird, 2004).
- El mundo alrededor (Álex Calvo-Sotelo, 2005).
- Un buen día lo tiene cualquiera (Santiago Lorenzo, 2007).
- Gente de mala calidad (Juan Cavestany, 2008).
- Águila Roja: la película (José Ramón Ayerra Díaz, 2011).
- La daga de Rasputín (Jesús Bonilla, 2011).

### Director
- Post coitum (2001)

### Guionista
- Post coitum (2001)

## Televisió
Sèries
| Any         | Sèrie                         | Canal     | Personatge                                       | Notes        |
| ----------- | ----------------------------- | --------- | ------------------------------------------------ | ------------ |
| 1994        | Los ladrones van a la oficina | Antena 3  |                                                  | 2 episodis   |
| 1995        | ¡Ay, Señor, Señor!            | Antena 3  | Gusano                                           | 1 episodi    |
| 1995 - 1999 | Médico de familia             | Telecinco | Hipólito Poli Moyano                             | 100 episodis |
| 1999        | 7 vidas                       | Telecinco | Tomás Gimeno                                     | 1 episodi    |
| 2000 - 2001 | El grupo                      | Telecinco | Rafael Rafa Zárate                               | 11 episodis  |
| 2003        | Hospital Central              | Telecinco | Luciano El Agonías                               | 1 episodi    |
| 2003 - 2008 | Los Serrano                   | Telecinco | Fructuoso Guillermo Fiti Martínez Carrasco-Lavín | 147 episodis |
| 2011        | Águila Roja                   | La 1      | Mateo Díaz                                       | 1 episodi    |
| 2011        | BuenAgente                    | laSexta   | Sebastián Sebas                                  | 19 episodis  |
| 2012        | Estudio 1                     | La 1      | Razquin                                          | 1 episodi    |
| 2013        | Frágiles                      | Telecinco | Fabián                                           | 1 episodi    |
| 2015        | Aquí Paz y después Gloria     | Telecinco | Padre Julián                                     | 8 episodis   |
| 2016 - 2018 | Amar es para siempre          | Antena 3  | Benito Guerrero Nieto                            | 495 episodis |
| 2020        | Madres                        | Telecinco |                                                  |              |

## Teatre
- Un Dios salvaje (2008).
- El chico de la tumba de al lado dirigit per (Josep Maria Pou) (2012).
- Extraños dirigit per (Francisco Ortuño).
- Don Juan Tenorio dirigit per (Francisco Ortuño).
- Caricias dirigit per (Emilio Hernández).
- Corre dirigit per (Francisco Ortuño).
- Dar tiempo al tiempo dirigit per (Eduardo Vasco).
- Cervantes dirigit per (Josef Sajna).
- Tierra de nadie dirigit per (Eduardo Vasco).
- La bella Aurora dirigit per (Eduardo Vasco).
- Camino de Wolokolamsk dirigit per (Eduardo Vasco).
- Corazón de cine dirigit per (Ignacio García May).
- La isla dirigit per (Natalia Menéndez).
- El retablillo de don Cristóbal dirigit per (Luis Olmo i Amelia Ochandiano).
- No son todos ruiseñores dirigit per (Eduardo Vasco).
- La tentación vive arriba dirigit per (Verónica Forqué).
- Una boda feliz (2013).
- El nombre (2014), dirigit per Gabriel Olivares.
- El Test (2016), dirigit per Jordi Vallejo.